# Steam Spy
Steam Spy é um site criado por Sergey Galyonkin e lançado em abril de 2015. O site usa uma interface de programação de aplicativo (API) para o serviço de distribuição de software Steam que é propriedade da Valve para estimar o número de vendas de títulos de software oferecidos no serviço. As estimativas são feitas com base na pesquisa de perfis de usuário através da API da Steam para determinar quais títulos de software (principalmente videogames) eles possuem e usando estatísticas para estimar as vendas gerais. Os desenvolvedores de software relataram que os algoritmos de Galyonkin podem fornecer números de vendas com precisão na margem de 10%, embora Galyonkin adverte contra o uso de suas estimativas em projeções financeiras e outras decisões críticas de negócios. Devido às mudanças nos recursos de privacidade da Steam em abril de 2018, Galyonkin previu que precisaria desligar o serviço devido à incapacidade de estimar números precisos de outras fontes, mas no final daquele mês revelou um novo algoritmo usando dados disponíveis publicamente, que, embora tendo um número maior de outliers, ele ainda acredita ter uma precisão razoável para uso.

## Conceito e história
O rastreamento das vendas de videogames é de grande interesse para a indústria de videogames, mas não tem a robustez de outras indústrias, como televisão com o sistema de classificação Nielsen ou música com paradas da Billboard . Embora o NPD Group rastreie as vendas de varejo e digital de videogames, o acesso a esses dados requer pagamento e normalmente não divide a distribuição das vendas em várias plataformas.  Sites como o VGChartz tentaram coletar números de vendas mais detalhados com base em dados externos, mas foram relatados problemas com a forma como esses dados são agregados.  O cliente Steam da Valve é o maior canal de vendas digitais de jogos para plataformas Microsoft Windows, OS X e Linux . Normalmente, as vendas de videogames e outros softwares oferecidos pelo Steam são mantidas em sigilo entre a Valve e os editores e desenvolvedores dos títulos; os desenvolvedores e editores são livres para oferecer esses números ao público, se desejarem. A Valve oferece estatísticas sobre os jogos mais comprados e jogados, mas por outro lado não fornece nenhum número de vendas publicamente. Galyonkin observou que, enquanto a indústria cinematográfica recebe financiamento de empresas de financiamento que são mais abertas sobre o compartilhamento de seus resultados financeiros, o financiamento de jogos eletrônicos vem de uma variedade de fontes não tradicionais, fazendo com que o mercado seja tímido ao relatar as vendas de um jogo.
A ideia do Steam Spy veio originalmente de uma abordagem semelhante usada por Kyle Orland e o site Ars Technica para o recurso "Steam Gauge" de abril de 2014. O Steam Gauge usa a API da Steam para acessar perfis de usuário disponíveis publicamente para obter uma lista de jogos que o usuário possui. Na época de sua criação, havia mais de 170 milhões de contas Steam, tornando a tarefa de pesquisar toda a lista de jogos impraticável. Em vez disso, eles optaram por pesquisar entre 80.000 e 90.000 por dia para coletar as listas de jogos e, em seguida, usaram estatísticas de amostragem para estimar a propriedade total de cada jogo. A Ars Technica estimou no início que a margem de erro era de 0,33%.

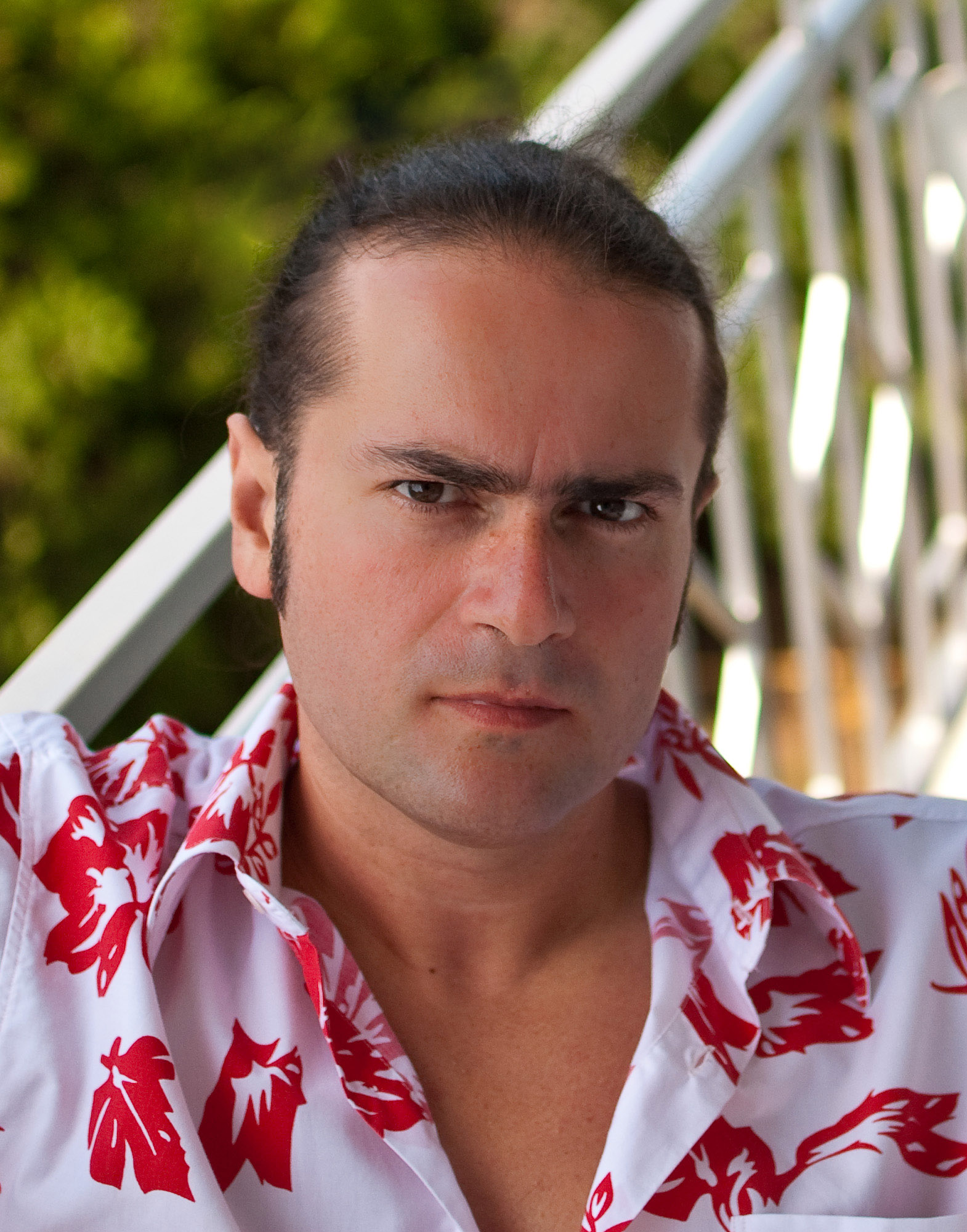
O fundador do site, Sergey Galyonkin

Galyonkin foi inspirado no Steam Gauge para criar o Steam Spy. Na época, Galyonkin era analista sênior da Wargaming . O Steam Spy usa a mesma abordagem de amostragem de uma pequena porcentagem de contas Steam, aproximadamente 100.000 a 150.000 por dia com uma abordagem de amostragem contínua. Os dados coletados são processados todas as noites para criar visualizações usadas no site e, portanto, também oferecem tendências históricas para jogos. Tal como acontece com o Steam Gauge, Galyonkin observa que o Steam Spy está sujeito a erros de amostragem semelhantes, de modo que os dados de jogos recém-lançados ou de jogos com vendas baixas provavelmente não terão estimativas precisas.  A abordagem de pesquisa também está sujeita à promoções que a Valve oferece, como quando um jogo é oferecido gratuitamente durante um fim de semana; durante esse tempo, o jogo aparecerá em todos os perfis do Steam e aumentará artificialmente os números de vendas.  O método de Galyonkin também pesquisa a quantidade de tempo que cada perfil jogou um determinado jogo, permitindo que ele colete estatísticas de tempo de jogo estimadas por jogo.
Em setembro de 2016, Galyonkin continua operando o site e tem planos para vários recursos importantes, além de sua posição atual como Chefe de Publicação para a Europa Oriental da Epic Games.
No entanto, em abril de 2018, a Valve anunciou uma mudança nas políticas de privacidade do Steam, dando aos usuários a capacidade de ocultar jogos, listas de amigos e outros elementos de sua oferta como um meio de ajudar na privacidade do usuário. Galyonkin anunciou que com esta mudança, especificamente em que as configurações padrão para todos os usuários ocultariam esses elementos de perfil, ele seria incapaz de coletar os dados necessários para executar o Steam Spy e planeja encerrar o serviço. Galyonkin tem outras fontes de dados disponíveis para obter estimativas, mas ele não acha que elas fornecem o mesmo tipo de precisão que ele acha que sua abordagem com o Steam Spy poderia ter; embora ele use essas fontes para pesquisas pessoais, bem como para seu papel na Epic Games, ele não planeja publicar os resultados em profundidade. Galyonkin planeja manter os arquivos do Steam Spy indefinidamente. A mudança nas configurações de privacidade do Steam veio na época de maior conscientização sobre a segurança de dados pessoais, incluindo o escândalo de dados Facebook-Cambridge Analytica e a imposição pendente do Regulamento Geral de Proteção de Dados da União Europeia, e tornou as configurações de privacidade do Steam alinhadas com as oferecidas pelos serviços de console de jogos. Enquanto jornalistas e desenvolvedores de jogos acreditavam que as mudanças na Steam eram para melhor, eles temiam que o fechamento do Steam Spy tivesse um impacto significativo sobre os desenvolvedores de jogos independentes, que usavam o serviço para avaliar o mercado potencial e as projeções de vendas.
Mais tarde, em abril de 2018, Galyonkin relatou que havia retornado a alguns algoritmos anteriores que havia desenvolvido e que usavam outros dados disponíveis publicamente para servir como uma possível substituição. Ele testou o algoritmo em 70 jogos com a maioria das estimativas que calculou chegando a entre 10% dos números de vendas conhecidos, mas também observou que havia mais valores discrepantes, tornando este algoritmo menos preciso do que o anterior, mas ainda suficiente para fins de pesquisa de mercado. Golyonkin planeja refinar esse algoritmo e usá-lo para continuar operando o Steam Spy.
Em dezembro de 2018, a Epic Games anunciou seus planos de iniciar uma loja semelhante à Steam, a Epic Games Store. Galyonkin declarou logo após o anúncio que estava trabalhando com a Epic por alguns anos para ajudá-los a desenvolver a loja, usando as informações e análises que ele ganhou ao executar o Steam Spy para ajudar a estabelecer alguns dos recursos e políticas que a Epic Games Store usará, como fornecer aos desenvolvedores o máximo de dados de vendas que puderem. Galyonkin continuará a operar o Steam Spy.

## Impacto
Galyonkin diz que suas estimativas de vendas foram confirmadas como próximas com vários desenvolvedores. O Gamasutra diz que os desenvolvedores com quem eles conversaram também concordam que os números do Steam Spy estão "no caminho correto". Vários desenvolvedores conversando com a PCGamesN afirmaram que o Steam Spy tem precisão de dentro de 10% dos números reais de vendas para jogos com mais de alguns milhares de vendas, enquanto a precisão cai para títulos de baixa venda; o próprio Galyonkin diz que os dados de jogos com menos de 30.000 vendas devem ser considerados suspeitos. Dave Gilbert, da Wadjet Eye Games, observou que os desenvolvedores devem tomar cuidado ao usar os dados do Steam Spy para projeções financeiras, pois a análise não leva em consideração o custo do jogo quando comprado ou obtido, pois pode flutuar devido a vendas, presentes, promoções de desenvolvedor, e outras situações. Um editor de videogame não divulgado, falando com o Gamasutra, elogiou o Steam Spy como uma ferramenta usada com frequência em sua indústria para rastrear tendências, declarando que "cada jogo nosso segue, falando de maneira geral, dentro de sua margem de erro declarada". Galyonkin alerta sobre a precisão dos dados do Steam Spy, equiparando-os à precisão de pesquisas políticas, mas acredita que é suficientemente preciso para uma análise geral de tendências e distribuições amplas. O editor não divulgado mencionado anteriormente observou que os dados do Steam Spy nunca devem ser usados isoladamente para tomar decisões críticas de desenvolvimento ou publicação.
Antes de agosto de 2016, Galyonkin atendeu a todos os pedidos de desenvolvedores e editores para remover jogos de seu sistema de rastreamento; exemplos incluem Kerbal Space Program e todos os jogos publicados pela Paradox Interactive. Quando a Paradox solicitou a remoção em junho de 2016, Shams Jorjani da Paradox observou que eles viram planos de negócios "falhos" de desenvolvedores que buscavam o suporte de seus editores com base apenas em dados de propriedade publicados pelo Steam Spy, levando à sua solicitação.  No entanto, em agosto de 2016, Galyonkin reverteu essa escolha, reincluindo retroativamente as estatísticas de jogos removidos anteriormente. Galyonkin optou por isso quando a Techland solicitou que ele removesse seus jogos do site, o que o levou a reafirmar que seu site foi feito para ser uma ferramenta de pesquisa para desenvolvedores de jogos e não capturar dados de vendas precisos e que "remover vários jogos independentes importantes do serviço prejudicará a todos, embora não necessariamente beneficie os editores dos jogos removidos". Galyonkin observou que não havia nenhuma exigência legal para ele ocultar esses dados públicos e não confidenciais e sentiu que nenhum desenvolvedor foi prejudicado por revelar essas informações. Um desenvolvedor de uma empresa latino-americana disse ao Gamasutra que estava preocupado com os relatórios do Steam Spy sobre as altas vendas de seu jogo, já que isso poderia levar seus escritórios a se tornarem alvo de roubo em sua região.
O Steam Spy tem sido usado para ajudar a quantificar certas tendências no comportamento de compra de videogames por Galyonkin e outras fontes. Por exemplo, quando a Valve introduziu a capacidade de permitir que os compradores solicitem um reembolso para qualquer jogo dentro de certas restrições de tempo em meados de 2015, Galyonkin observou que a maioria dos jogos recebeu um pequeno aumento nas vendas, propondo que a política de reembolso permitia que os usuários fossem mais abertos para experimentar jogos. Galyonkin também observou que os jogos que usam o programa de acesso antecipado Steam normalmente tiveram suas maiores vendas no ponto de lançamento do acesso antecipado, em oposição ao lançamento completo. Os dados de Galyonkin também mostram que, com base em um período de duas semanas em agosto de 2015, os usuários do Steam passam a maior parte do tempo jogando jogos publicados pela Valve, especificamente Dota 2, Counter-Strike: Global Offensive e Team Fortress 2 . Galyonkin é capaz de rastrear o número de jogadores simultâneos para um jogo ao longo do tempo, permitindo que ele determine um "Fator Hype" e um "Fator Surpresa" para jogos com base em quanto sua base de jogadores diminuiu ou cresceu, respectivamente, após o lançamento, e correlacionar isso às estimativas de vendas.
Em junho de 2018, a Valve disse que também está procurando fornecer ferramentas semelhantes ao Steam Spy para serem fornecidas diretamente por APIs para outros, mas com relatórios mais precisos para torná-lo melhor do que o Steam Spy.